# La Versanne
La Versanne (früher: Ruthiange) ist eine französische Gemeinde mit 386 Einwohnern (Stand: 1. Januar 2022) im Département Loire in der Region Auvergne-Rhône-Alpes im Kanton Le Pilat und Teil des Kommunalverbandes Monts du Pilat. Die Gemeinde gehört zum Regionalen Naturpark Pilat. Die Einwohner werden Rhutiangers genannt.

## Geographie
La Versanne liegt etwa 18 Kilometer südöstlich von Saint-Étienne. Umgeben wird La Versanne von den Nachbargemeinden Tarentaise im Norden, Thélis-la-Combe im Osten, Bourg-Argental im Südosten, Saint-Sauveur-en-Rue im Süden, Saint-Régis-du-Coin im Westen und Südwesten sowie Saint-Genest-Malifaux im Nordwesten.

## Einzelnachweise

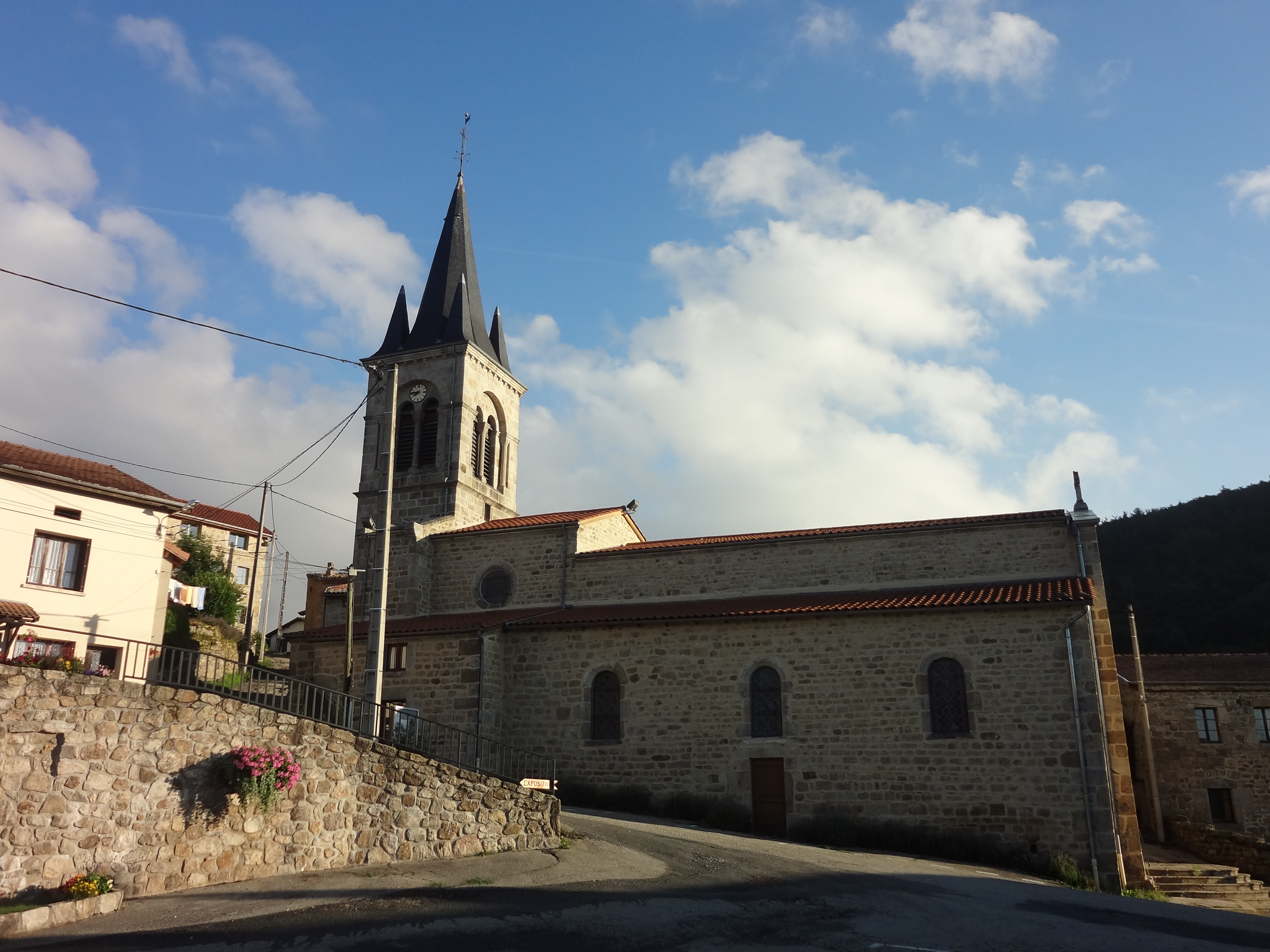
Kirche Notre-Dame et Saint-Didier

## Bevölkerungsentwicklung
| Jahr                       | 1962 | 1968 | 1975 | 1982 | 1990 | 1999 | 2006 | 2017 |
| Einwohner                  | 341  | 321  | 293  | 300  | 308  | 324  | 354  | 373  |
| Quellen: Cassini und INSEE |      |      |      |      |      |      |      |      |

## Sehenswürdigkeiten
- Kirche Notre-Dame et Saint-Didier